# Porumbacu de Jos
Porumbacu de Jos is een Roemeense gemeente in het district Sibiu.
Porumbacu de Jos telt 3118 inwoners.

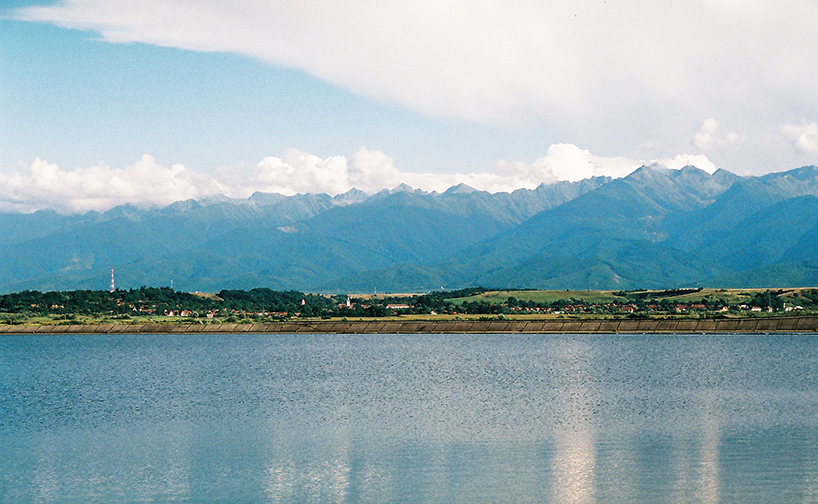
Porumbacu de Jos